# Morris, le petit élan
Pour plus de détails, voir Fiche technique et Distribution.
Morris, le petit élan (Morris the Midget Moose) est un court métrage d'animation réalisé par Charles A. Nichols pour les studios Disney, sorti au cinéma le 24 novembre 1950. Il est considéré comme une Silly Symphony non officielle. Le film se base sur une histoire originale de Frank Owen.

## Synopsis
Un vieux cafard sur une feuille raconte l'histoire de Morris l'élan ayant la taille d'un lapin. Dans la forêt, l'élan Thunderclap rivalise avec tous ses congénères. Morris, dont la taille des bois est normale malgré sa petite taille, décide d'affronter Thunderclap sous les moqueries des autres élans. Morris rencontre alors Balsam, un élan de taille normale mais aux bois très petits. Balsam et Morris font alors équipe et parviennent à détrôner Thunderclap.

## Fiche technique
- Titre original : Morris the Midget Moose
- Autres Titres[1] :
  - Finlande : Minihirvi Morris
  - Suède : Morris - dvärgälgen, Tummeliten, älgarnas herre
- Série : Silly Symphonies « non officiel »
- Réalisateur : Charles A. Nichols
- Scénario : Eric Gurney, Bill de la Torre d'après Frank Owen
- Voix : Dink Trout (cafard dans la bouteille/Balsam)
- Animation : Jack Boyd, Jerry Hathcock, George Kreisl, George Nicholas
- Layout : Karl Karpé
- Décors : Ray Huffine
- Producteur : Walt Disney
- Production : Walt Disney Productions
- Distributeur : RKO Radio Pictures
- Date de sortie : 24 novembre 1950[1],[2]
- Format d'image : Couleur (Technicolor)
- Musique : Oliver Wallace
- Son : Mono
- Durée : 8 minutes
- Langue : (en)
- Pays :  États-Unis

## Voix françaises
- Jean-Claude Donda : Pépé le grillon / le narrateur
- ??? : Balsam

## Commentaires
Ce film bien qu'au scénario simple évoque les fables de La Fontaine ou les contes moralisateurs des frères Grimm et de Charles Perrault.

## Le personnage
Morris est un personnage de Disney héros du film Morris, le petit élan. C'est un élan de petite taille et des bois normaux. Il est la risée de ses congénères mais avec l'aide de Balsam, un élan de taille normale mais des bois minuscules, il va battre Thunderclap, le chef de horde.